# 遊行十字架

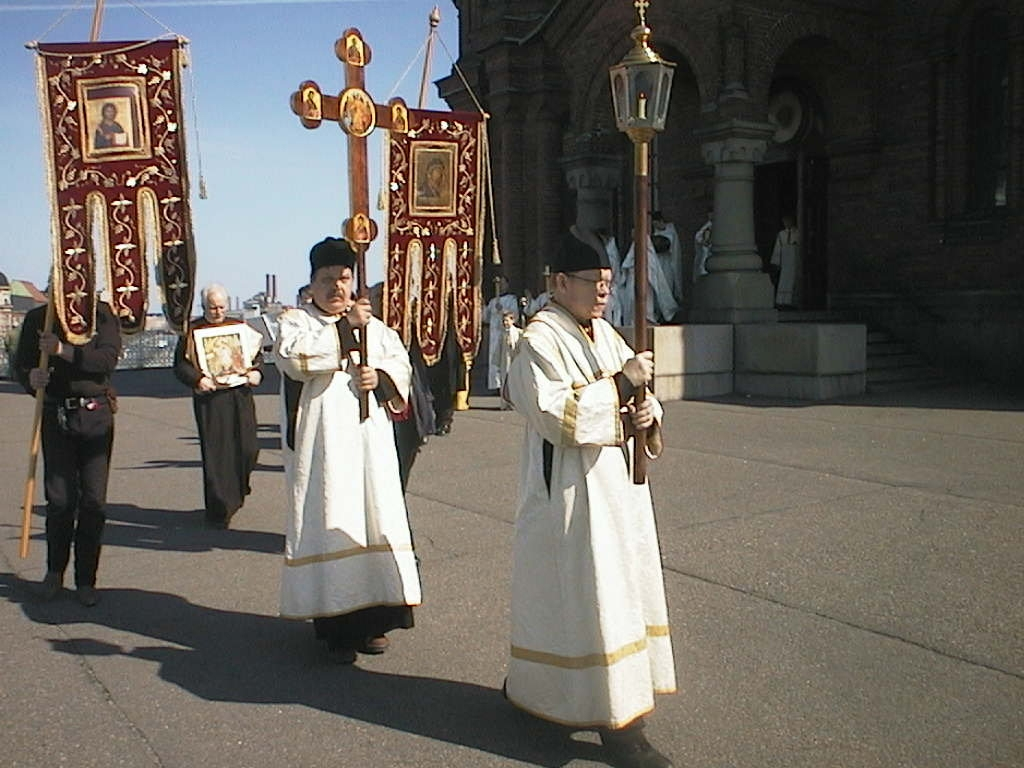
東正教徒攜帶著遊行十字架和旗幟進行遊行

遊行十字架（英語：processional cross）是在基督教遊行中攜帶的十架苦像或十字架。這樣的十字架有著悠久的歷史：根據比德的說法，格里高利使團的坎特伯雷的聖奧古斯丁前往英格蘭時就帶來一個遊行十字架。 其他資料表明，所有的教會都應該擁有一個遊行十字架。最早的祭壇十字架是遊行結束時放置在架子上的遊行十字架。 在大型教堂中，“crux gemmata”，或用貴金屬製成的富有珠寶的十字架，是首選樣式。早期著名的例子包括查士丁尼二世十字架（最初可能是一個懸掛的還願十字架）、洛泰爾十字架、奧托和瑪蒂爾德十字架和康格十字架。